# Карпинский, Иван Ефимович
Ива́н Ефи́мович Карпи́нский (1838 — не ранее 1880) — отставной подполковник русской армии, участник Русско-турецкой войны (1877—1878).

## Биография
Происходил из дворян Витебской губернии. В офицерском чине с 25 февраля 1856 года. Служил в Ставропольском пехотном полку (с 25 марта 1864 г. полк под № 74). 16 ноября 1872 года присвоен чин майора. Был назначен командиром 4-го батальона Ставропольского полка.
В Русско-турецкую войну (1877―1878) воевал на кавказском театре военных действий в составе Эриванского отряда. 9 июня 1877 года в 10-часовом сражении под Даяром батальон Карпинского понёс тяжёлые потери, а сам Карпинский получил два пулевых ранения на вылет. По словам участника того сражения поручика гвардейской артиллерии В. И. Волковицкого:

«Я застал жестокий огонь, всё расположение отряда засыпалось пулями; командира батальона, майора Карпинского, я увидел спокойно и весело стоящим, но раненым двумя пулями на вылет».
Победа в том сражении досталась русским.
Из-за последствий ранения в Русско-турецкую войну был уволен со службы с производством в подполковники с мундиром и пенсией.

## Награды
- Орден Святого Станислава 3-й степени с мечами и бантом (1861)
- Орден Святой Анны 3-й степени (1866)
- орден Святого Станислава 2-й степени (1869)
- Орден Святого Владимира 4-й степени с мечами и бантом (1878)